# RS64
IBM RS64プロセッサシリーズは、64ビットのPowerPCマイクロプロセッサであり、1990年後半にIBMのRS/6000とAS/400サーバ製品群で使われた。
このシリーズは「Amazon」ないし「PowerPC-AS」と呼ばれる命令セットを使っている。これはPowerPC命令セットの上位互換であり、最初から64ビットプロセッサであるなど、特にPOWER2から派生した、PowerPCの仕様にはない特別な機能を含んでいる。このシリーズのプロセッサは商的利用される機能（整数演算性能、大きなキャッシュ、分岐機能）に合わせて最適化され、このプロセッサの祖先であるIBM POWERシリーズの強力な浮動小数点演算性能はない。
POWER4が開発されると、RS64シリーズは生産が終了していった。

## RS64(Apache)
アパッチは1997年にRS/6000とAS/400製品で採用された。これはAS/400、すなわちA10「Cobra」とA25/A30「Muskie」に合わせて特別に設計された、初期のPowerPCプロセッサを元に開発された。このプロセッサの特徴は、計128KBのオンダイL1キャッシュ、128ビットバスで接続された4MBフルスピードのオフダイL2キャッシュ、動作周波数は125MHzであった。また、このプロセッサはIBMの計算機では12プロセッサまでのSMP構成をとることができた。
RS64はAS/400では「A35」と呼ばれ、現存しないPowerPC 620と後にPOWER3と呼称を変えたPowerPC 630の間を取って、一時は「PowerPC 625」と呼ばれた。

## RS64-II (Northstar)
Northstarは1998年に開発され、262MHzで動作し、256bitバスで接続された8MBのフルスピードL2キャッシュを持っていた。プロセッサ基板にはRS64-IIを4つ持ち、大掛かりなアップグレードを避けるために、4-way RS64ボードに似せて設計され、計算機内で入れ替えることができるようにされた。

## RS64-III (Pulsar)
Pulsarは1999年に開発され、450MHzで動作し、256ビットバスで接続された実効データレートが450MHzの8MB DDR SRAMのL2キャッシュを持っていた。オンチップのL1キャッシュは計256KBにまで増やされた。分岐予測は改善され、分岐予測ミスによるペナルティは0ないし1クロックにまで抑えられた。このプロセッサは5ステージパイプラインを持ち、24ウェイまでのSMP構成を取ることができた。

## RS64-IV (Istart, Sstar)
IstarとSstarは2000年に開発され、開発当初は600MHzで動作したが、後に750MHzまで動作周波数が上げられた。RS64-IIIと同様の方法でDDR L2キャッシュは16MBまでサポートされた。このプロセッサはマルチスレッディングを実装した最初に一般市場に出回ったプロセッサであった。それぞれのチップは2つのスレッドの状態を管理する情報を持ち、あたかもOSからは2つのプロセッサがあるかのように見えた。1つ目の論理プロセッサはフォアグラウンドスレッドと呼ばれるものを実行する。このスレッドが（L2キャッシュミスなどの）長い遅延を伴うイベントに出くわすと、バックグラウンドスレッドに切り替わる。これがOSから見ると2つ目の論理プロセッサになる。（L1キャッシュミスなど）「あまり長くない」遅延を伴うイベントだと、もしバックグラウンドスレッドが実行可能な状態であるならば、単にスレッドが切り替わるだけである。バックグラウンドスレッドもキャッシュミスなどで待つようなことがあると、スレッドは切り替わらない。IBMはこのやり方をcoarse grained multithraedingと呼んでいる。後にPentium 4プロセッサで見られるようなsimultaneous multithreadingと正確には同じものではない。IBMの論文には、coarse-grained multithreadingのやり方は、RS64のようなインオーダー型のアーキテクチャにはよく合っていると指摘している。POWERとは違い、1コア当たり15W以下に消費電力を低く抑えられていた。
一時POWERシリーズは競合製品の動作クロックの半分しか出ず開発が沈滞していたが、RS64シリーズはIBMの大規模SMP構成UNIXサーバ製品群をトップにのし上げた。RS-64-IVの整数演算性能と商的利用時の処理性能は、その競合であるサン・マイクロシステムズのプロセッサによく似ていた。そのプロセッサの浮動小数点演算は同時代のPOWER3-IIとは比較にはならなかったが、製品サイクルを通してその性能は競争力のあるものであった。